# Celama inconspicua
Celama inconspicua är en fjärilsart som beskrevs av Alphéraky 1882. Celama inconspicua ingår i släktet Celama och familjen trågspinnare. Inga underarter finns listade i Catalogue of Life.